# Evoghlou (Tartar)
Evoghlou est un village de la région de Tərtər en Azerbaïdjan.

## Population
Selon les statistiques de 2009, la population du village est de 1957 personnes.

## Géographie
Le village d'Evoghlou de la région de Tərtər est situé dans la circonscription administrative du village d'Evoghlou.

## Économie
La principale occupation de la population du village d'Evoghlou est l'élevage et l'agriculture.